# Cleistes carautae
Cleistes carautae är en orkidéart som beskrevs av Antonio Luiz Vieira Toscano och Léoni. Cleistes carautae ingår i släktet Cleistes, och familjen orkidéer. Inga underarter finns listade i Catalogue of Life.